# 円板

円板は、円で区切られた領域である。開円板は境界上の点を全て除いた内部であり、閉円板はその境界上の点を全て含む閉包である。

各種幾何学における円板（えんばん、英: disk; disc と綴ることもある）は、平面上で円で囲まれた有界領域である。
円板はその境界となる円周を「すべて含む」または「全く含まない」ことを以ってそれぞれ「閉円板」または「開円板」という。

## 初等幾何学
直交座標系では、点 (a, b) ∈ R2 を中心とする半径 R > 0 の開円板は
{\displaystyle D=D((a,b);R)=\{(x,y)\in {\mathbb {R} ^{2}}:(x-a)^{2}+(y-b)^{2}<R^{2}\}}
で、同じ中心と半径を持つ閉円板は
{\displaystyle {\overline {D}}={\overline {D}}((a,b);R)=\{(x,y)\in {\mathbb {R} ^{2}}:(x-a)^{2}+(y-b)^{2}\leq R^{2}\}}
で表される。
ユークリッド幾何学における円板は、回転対称である。

半径 R の（開または閉）円板の面積は、πR2 である。

## 定義
前節で述べたものは、ユークリッド平面 (R2, d) の通常の（ユークリッド）距離 d に関する開円板
{\displaystyle D(P;r)=\{Q\in \mathbb {R} ^{2}:d_{2}(P,Q)<r\}}
と閉円板
{\displaystyle {\overline {D}}(P;r)=\{Q\in \mathbb {R} ^{2}:d_{2}(P,Q)\leq r\}}
であり、これは R2 を任意の距離空間 (X, d) で置き換えてもそのまま通用する。
一般の距離空間における距離に関して円板を考えたものは、一般に球体 (ball) と呼ばれるものを定める（たとえば、三次元ユークリッド空間 (R3, d) における円板は通常の意味における（狭義の）球体である）。即ち、この文脈において「円板」と言う代わりに「球体」を用いても同じ意味になる。

## 位相的円板
位相空間としての開円板と閉円板は同相でない（後者はコンパクトだが、前者はそうでない）。
しかし、代数的位相幾何学的な観点からは、これらは多くの性質が共通している。例えば両者とも可縮であり、ゆえ一点にホモトピー同値である。
従って、さらに、これらの基本群は自明であり、Z と同型な零次を除いて、全てのホモロジー群が自明である。一点のオイラー標数は 1 であるから、開および閉円板のそれもやはりともに 1 であることがわかる。
閉円板からそれ自身への任意の連続写像（全単射でなくてもよく、また全射であることすら仮定しない）は少なくとも一つの不動点を持つ。
この主張において閉円板であるというところを「開円板」に置き換えることはできない。
例えば
{\displaystyle f(x,y)=\left({\frac {x+{\sqrt {1-y^{2}}}}{2}},y\right)}
は、開単位円板上の任意の点をその点の少し右へ写すから、固定される点は存在しない。